# أومبلامبوكو
أومبلامبوكو (بالفرنسية: Ombella-M'Poko)‏ هي محافظة تقع في جمهورية أفريقيا الوسطى. يقدر عدد سكانها ب356،725 نسمة ومساحتها 31,835 كم2.